# Imqaret
Imqaret (výslovnost: Im'aret, přízvuk je na a) je tradiční pokrm z maltské kuchyně. Jedná se o zákusek ze sladkého těsta, plněný datlemi. Na Maltě je velmi oblíbený, prodává se na pouličních trzích nebo na vesnických akcích. Někdy je imqaret podáván se zmrzlinou. Imqaret je arabského původu, pochází z oblasti Tuniska a Alžírska. Na Maltu se dostal během arabské okupace. Zřejmě vychází ze zákusku makrout.

## Příprava
Imqaret bývá ochucen anýzem a bobkovým listem. Uvnitř je náplň. Imqaret je dlouhý, proto se rozkrájí na menší kusy a ty se poté smaží.

## Původ názvu
Imqaret je plurál od slova maqrut, což v maltštině znamená tvar diamantu. Název se odvíjí od tvaru zákusku, i když je často jiných, hlavně pravoúhlých tvarů.